# Tijucas (kommun)
Tijucas är en kommun i Brasilien.   Den ligger i delstaten Santa Catarina, i den södra delen av landet, 1 300 km söder om huvudstaden Brasília. Antalet invånare är 30 973.
Följande samhällen finns i Tijucas:
- Tijucas

Omgivningarna runt Tijucas är en mosaik av jordbruksmark och naturlig växtlighet. Runt Tijucas är det ganska tätbefolkat, med 90 invånare per kvadratkilometer.